# Porta egizia di Carskoe Selo
La porta egizia di Carskoe Selo (in russo Египетские ворота?, Egipetskie vorota) è un accesso al parco di Alessandro di Carskoe Selo, in Russia, costruito in stile neoegizio tra il 1827 e il 1830.

## Storia e descrizione
La porta egizia venne costruita tra il 1827 e il 1830 per sostituire il vecchio accesso che era divenuto obsoleto con l'espansione di Carskoe Selo.
La porta venne progettata da Adam Menelaws, un architetto scozzese, che si ispirò alle porte del tempio di Khonsu, presso Luxor. I geroglifici furono scolpiti dal professor Vasilij Ivanovič Demut-Malinovskij su disegno di Dodonov, che a sua volta si ispirò alle incisioni della Description de l'Egypte, curata da Edme François Jomard (terza edizione, 1826). La porta di ferro, le colonne e le lastre di ghisa furono fuse a San Pietroburgo presso la fonderia di Alessandro. Il parco di Alessandro finiva presso questa porta fino al 1895, quando una parte venne adoperata per costruirvi una caserma.
Grazie alla spedizione francese in Egitto, il mondo si interessò molto all'architettura dell'Egitto antico. I geroglifici sulla porta erano un modo per dimostrare che i russi avevano interesse nel sostenere gli studiosi che stavano studiando quella lingua. I geroglifici sui piloni della porta riprendono i disegni del Libro dei morti, un testo sacro degli antichi egizi che narra del viaggio compiuto dalle anime nell'aldilà. Sono presenti anche delle raffigurazioni di alcune divinità del pantheon egizio, come Osiride, Maat e Anubi.

## Galleria d'immagini

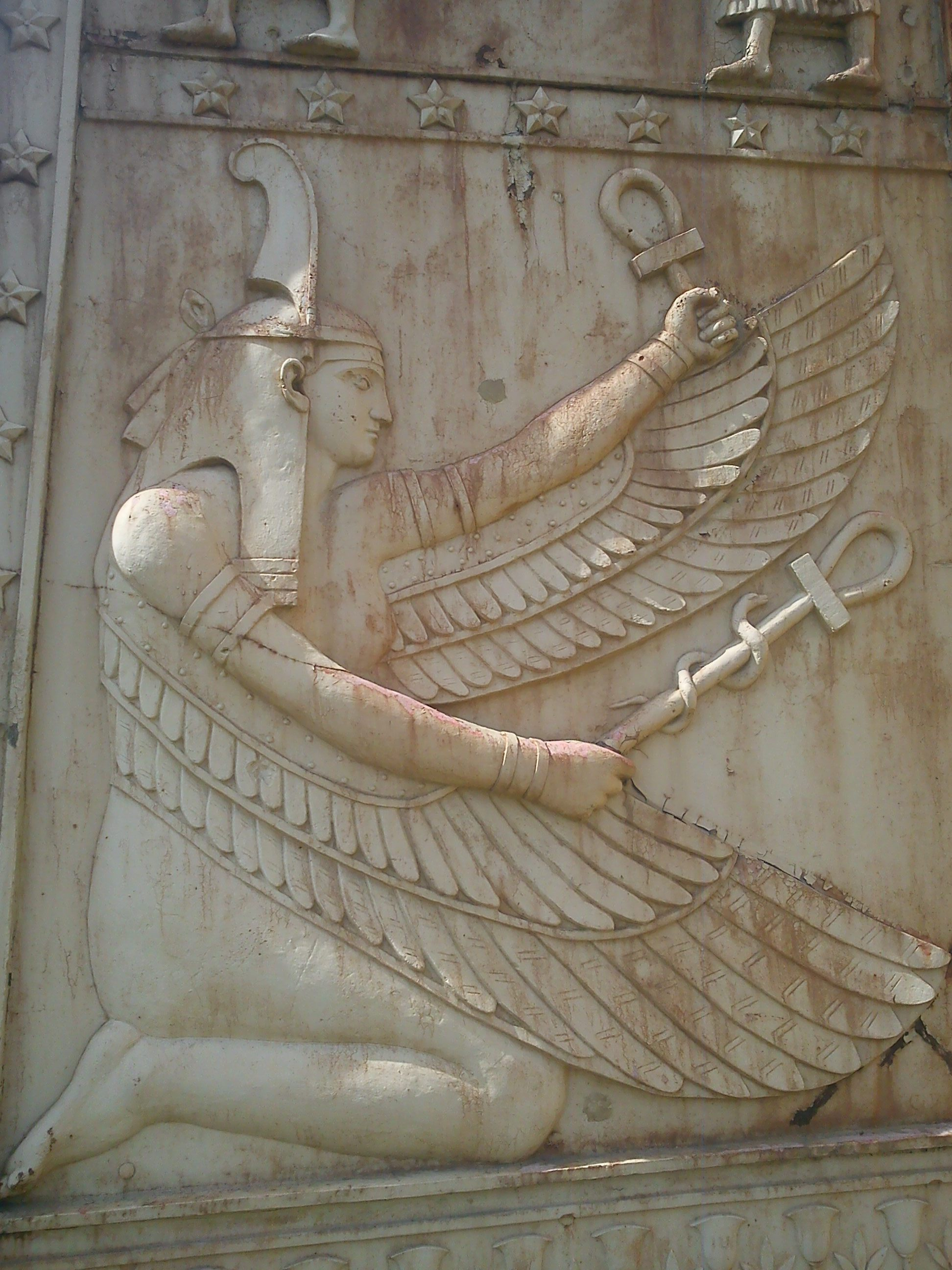
Un dettaglio della dea Maat
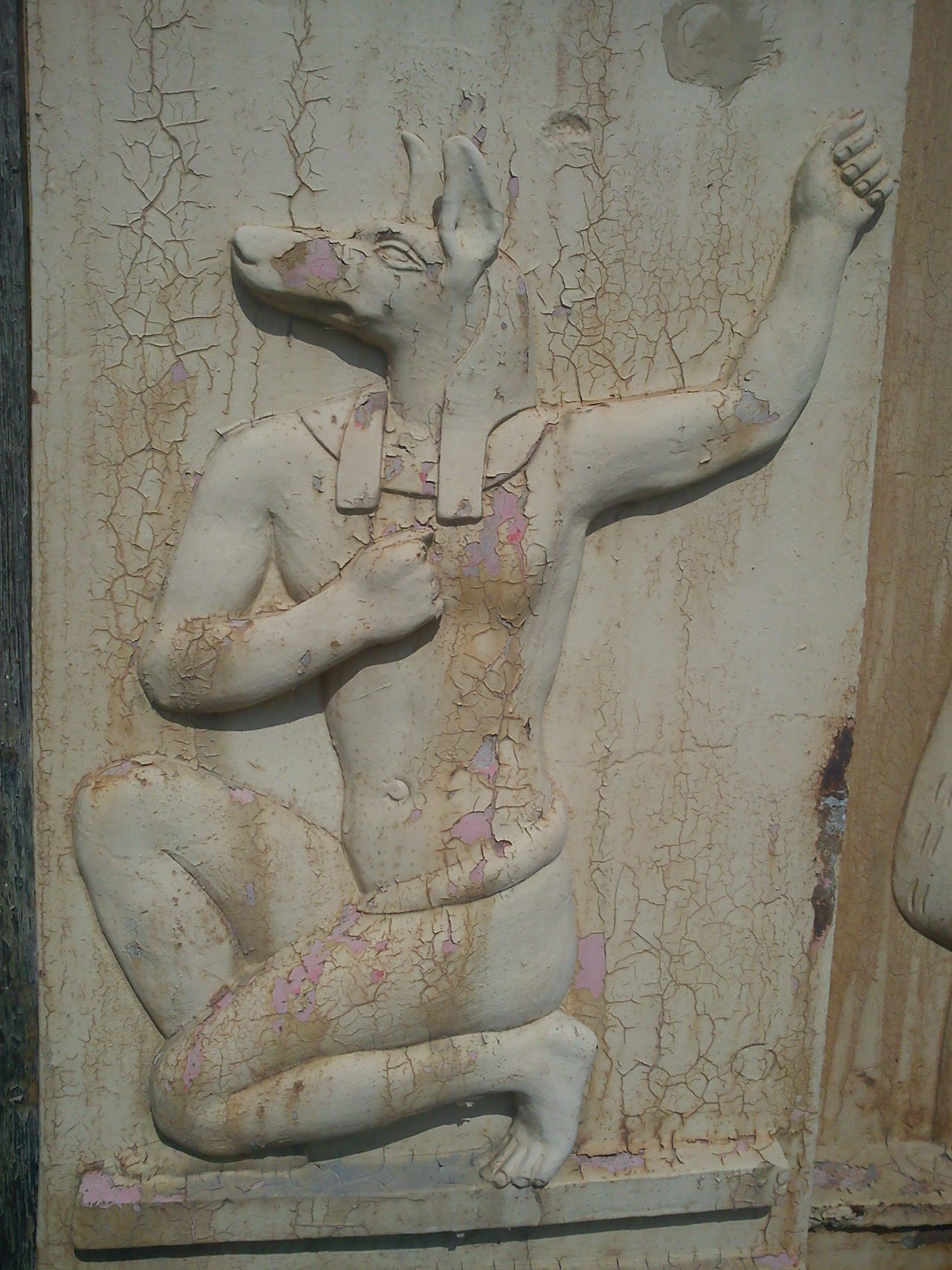
Un dettaglio del dio Anubi
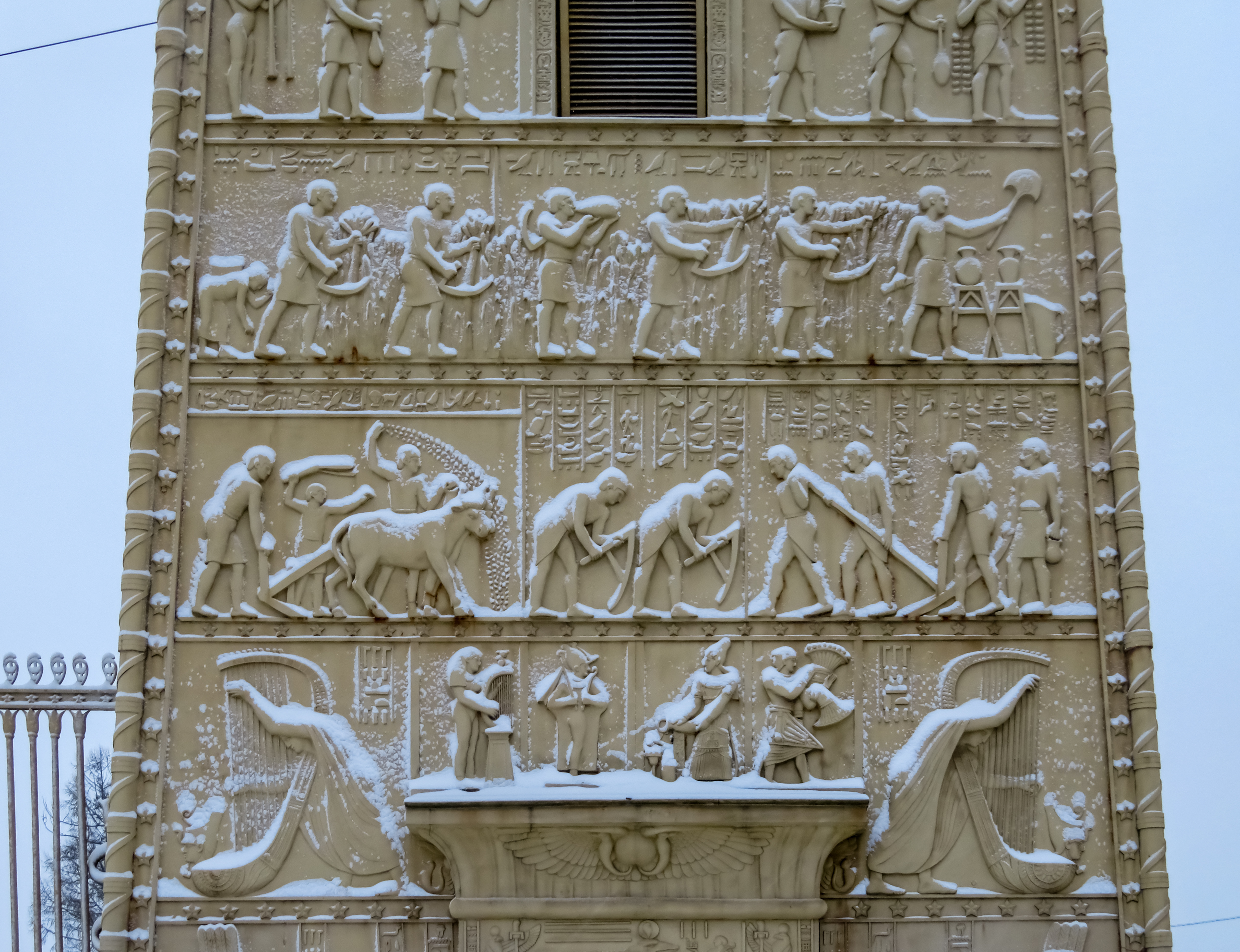
Alcuni bassorilievi di uno dei piloni